# Papaipema eupatorii
Papaipema eupatorii là một loài bướm đêm trong họ Noctuidae.